# Lungcha
Die Lungcha (russisch Лунгха, auch Лунха, Luncha; jakutisch Луҥха) ist ein 508 km langer linker Nebenfluss der Lena in der Republik Sacha (Jakutien) in Russland.
Die Lungcha entsteht am nordöstlichen Rand des Lenaplateaus, etwa 250 km Luftlinie westnordwestlich der Republikhauptstadt Jakutsk, aus mehreren kleinen Quellflüssen, deren längster der 25 km lange Ytschtschaky ist. Sie fließt zunächst in nördlicher Richtung, erreicht nach einigen Dutzend Kilometern die Mitteljakutische Niederung, die sie weiter in nordöstlichen bis nördlichen Richtungen durchfließt. Dabei mäandriert sie abschnittsweise stark. Der Fluss mündet schließlich knapp 30 km oberhalb der Wiljuimündung, etwa 280 km nordnordwestlich von Jakutsk in den dort etwa 2 km breiten linken Arm der Lena.
Das Einzugsgebiet des Flusses umfasst 10.300 km². Die bedeutendsten Nebenflüsse sind der Tochoron (Länge 87 km) und der
Chatyng-Jurjach (315 km) von rechts sowie der Byky-Jurjach (62 km) von links.
72 km der Lungcha sind als Binnenwasserstraße für kleinere Fahrzeuge schiffbar, von der Mündung bis zur Einmündung des rechten Nebenflusses Saadach, der auf weiteren 30 km bis zur Anlegestelle Sogo befahren wird, von wo Landverbindung zum 12 km entfernten Dorf Kobjai besteht.
Die Lungcha durchfließt dünn besiedeltes Gebiet. Fast unmittelbar am Ort ihres Ursprungs führt der Abschnitt Mirny – Jakutsk der Fernstraße A331 Wiljui vorbei, entlang der das Dorf Orto-Surt von dort etwa 20 km in östlicher Richtung entfernt ist. Jeweils einige Kilometer von Mittel- und Unterlauf der Lungcha entfernt liegen mehrere Dörfer des Ulus Kobjaiski; einzige Ortschaft unmittelbar am Fluss ist das Dorf Argas am rechten Ufer etwa 30 km oberhalb der Mündung.